# Inhambupe
Inhambupe is een gemeente in de Braziliaanse deelstaat Bahia. De gemeente telt 36.719 inwoners (schatting 2009).

## Geboren
- Manuel Pinto de Sousa Dantas (1831-1894), premier van Brazilië